# دانيال برسلو
دانيال برسلو (بالإنجليزية: Daniel Parslow)‏ هو لاعب كرة قدم بريطاني في مركز قلب الدفاع، ولد في 11 سبتمبر 1985 في Hengoed ‏ في المملكة المتحدة. شارك مع منتخب ويلز تحت 17 سنة لكرة القدم ومنتخب ويلز تحت 19 سنة لكرة القدم ومنتخب ويلز تحت 21 سنة لكرة القدم. أما مع النوادي، فقد لعب مع غريمسبي تاون وكارديف سيتي ونادي تشيلتنهام تاون ونادي يورك سيتي.

## وصلات خارجية
- دانيال برسلو على موقع قاعدة بيانات كرة القدم.إي يو (الإنجليزية)
- دانيال برسلو على موقع Soccerbase.com (لاعب) (الإنجليزية)
- دانيال برسلو على موقع Soccerway.com (الإنجليزية)